# Cometa McNaught
O Cometa McNaught (C/2006 P1), também chamado de o Grande Cometa de 2007, é um cometa não periódico descoberto em 7 de agosto de 2006 pelo astrônomo anglo-australiano Robert H. McNaught. Foi o mais brilhante cometa dos últimos 40 anos, e pôde ser observado a olho nu em ambos os hemisférios da Terra entre janeiro e fevereiro de 2007. Com uma magnitude aparente estimada em -6.0, foi o segundo cometa mais brilhante desde 1935. Atingiu o seu periélio em 12 de janeiro e sua cauda alcançou uma extensão de 35º em seu máximo.

## Descoberta
McNaught descobriu o cometa em uma imagem CCD em 7 de agosto de 2006, durante uma observação de rotina para a Siding Spring Survey, que busca objetos próximos da Terra que podem representar perigo por uma colisão eventual. O cometa foi descoberto em sua passagem pela constelação do Ofiúco, brilhando fracamente com uma magnitude de cerca de +17. Entre agosto e novembro de 2006 o cometa foi fotografado e rastreado enquanto se movia do Ofiúco para o Escorpião, aumentando seu brilho para +9, mas ainda fraco demais para ser visto a olho nu.
Então o cometa foi perdido por causa do ofuscamento solar. Ao reaparecer, se tornou evidente que seu brilho aumentava rápido, alcançando a visibilidade a olho nu em janeiro de 2007 para observadores do hemisfério norte, então passando pela constelação de Sagitário, ali permanecendo até 13 de janeiro. O periélio foi atingido em 12 de janeiro a uma distância de 0,17 unidades astronômicas (UA). Era perto o bastante do sol para ele ser observado pelo observatório orbital SOHO, o que aconteceu entre 12 e 16 de janeiro. Devido a esta proximidade com o sol, no hemisfério norte os observadores tinham pouco tempo de observação, somente durante o crepúsculo. Quando atingiu seu periélio já era o mais brilhante cometa desde o Ikeya-Seki, de 1965, e então foi apelidado de o Grande Cometa de 2007. Entre 12 e 14 de janeiro o Cometa McNaught atingiu sua magnitude aparente máxima, de -6.0, com um pico de -5.5 no dia 14, e podia ser visto durante o dia. Seu perigeu foi alcançado em 15 de janeiro, a uma distância de 0,82 UA. No dia 15, conforme observação do Observatório de Perth, seu brilho caíra para -4.0. Depois de ultrapassar o sol o cometa começou a ser visto do hemisfério sul.

## Sonda Ulysses
Em 3 de fevereiro de 2007 a Sonda Ulysses passou inesperadamente através da cauda do cometa a 160 milhões de milhas de seu núcleo. As evidências do encontro foram publicadas no Astrophysical Journal de 1º de outubro de 2007, e os instrumenhtos acusaram uma química complexa compondo a cauda.
O espectrômetro de íons do vento solar (SWICS) da sonda detectou íons O3+ inesperados, possivelmente carregados de elétrons em sua passagem pela cauda, bem como uma redução surpreendente da velocidade do vento solar em metade de seu valor. Normalmente o vento solar tem uma velocidade de 700 km/s, mas no interior da cauda foi acusado 400 km/s. O cientista Michael Combi disse que esses valores representam um sério desafio para se criar um modelo matemático que os explique. O professor George Gloeckler, o principal investigador da SWICS, relatou que a descoberta fornecia dados importantes para o estudo das condições do sistema solar em seu período de formação. Thomas Zurbuchen disse ainda que iluminava as interações entre cometas e o sol e o seu processo de perda de massa, além de dar elementos para o estudo de como a injeção de material frio ou neutro interage com plasmas semelhantes aos do sol.

## Galeria de Imagens

Imagens do Cometa McNaught em janeiro de 2007
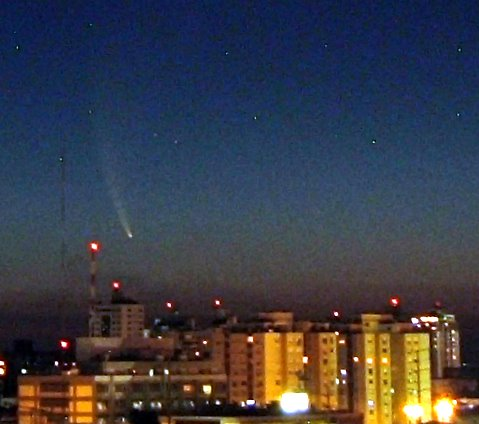
Sobre Porto Alegre em 18 de janeiro.
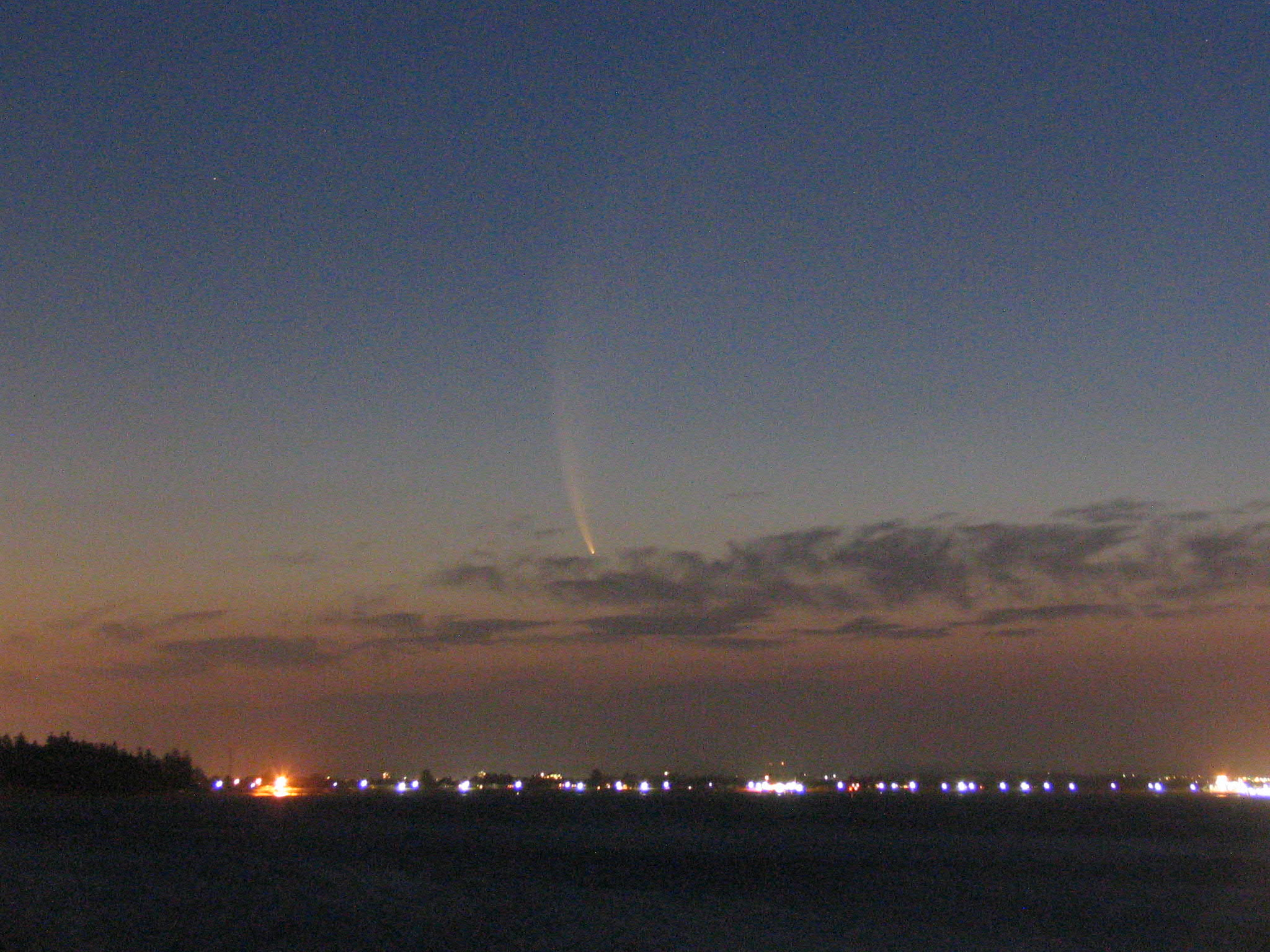
Cometa McNaught na Austrália em 19 de janeiro.
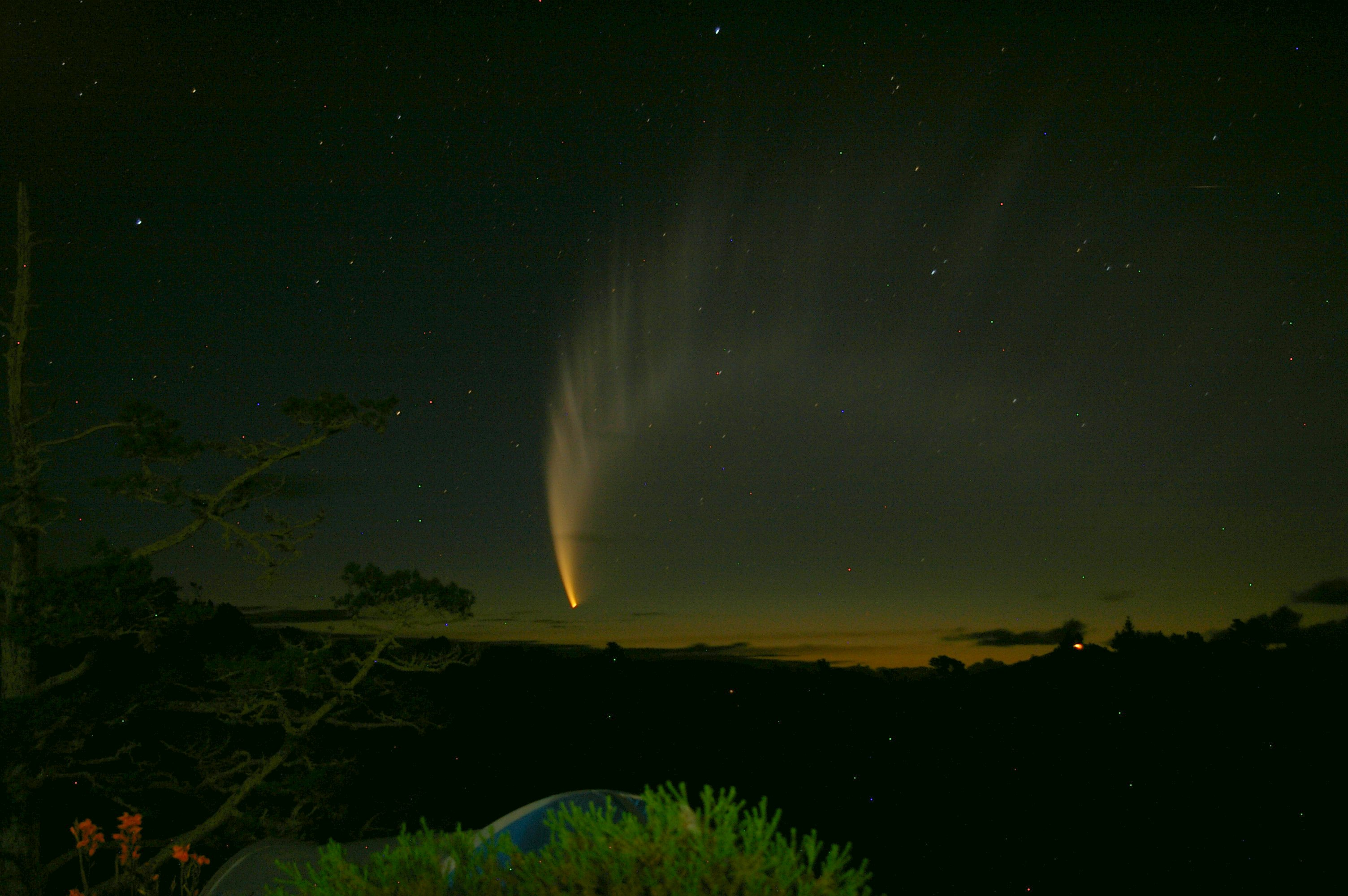
Cometa McNaught na Nova Zelândia em 20 de janeiro.
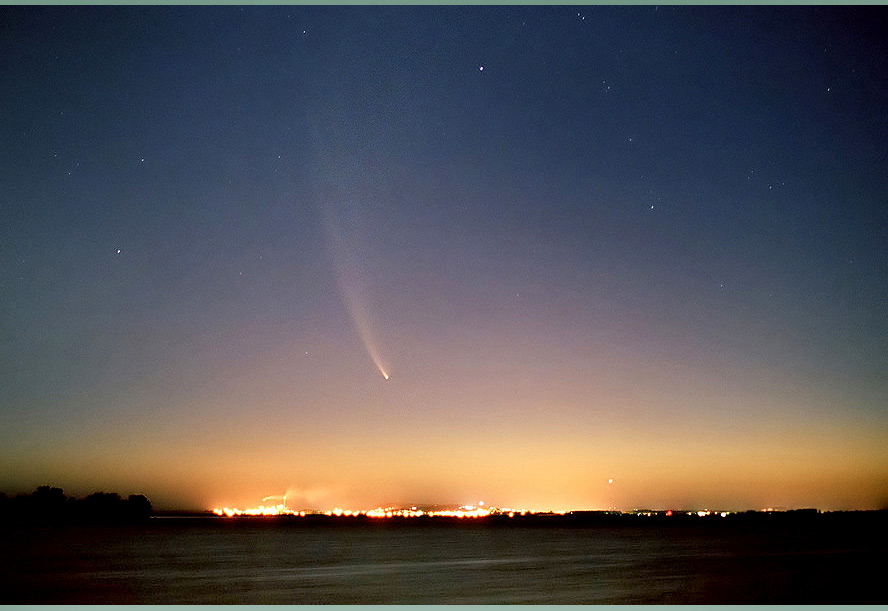
Sobre Guaíba em 23 de janeiro.